# Ceracia trichosoma
Ceracia trichosoma là một loài ruồi trong họ Tachinidae.